# MMA Factory
MMA Factory est un club d'arts martiaux mixtes basé à Paris, en France .
Rapidement considérée après son ouverture comme la plus grande salle de MMA en France le MMA Factory est connu pour avoir entrainé plusieurs champions du monde, notamment au sein de la plus prestigieuse organisation de MMA, l'UFC, parmi lesquels l'ancien champion des poids lourds Francis Ngannou ainsi que l'ancien champion intérimaire des poids lourds Ciryl Gane.

## Aperçu
En septembre 2012,  l'idée de Crossfight est venue de Vincent TREBAOL alors dans les rangs de la police parisienne. son idée était de créer le premier complexe sportif avec des sports ultimes tels que le Crossfit et le MMA. Vincent a alors demandé au magazine Fight Sport magazine de lui donné pour eux le coach le plus talentueux du moment. C'est alors que Vincent a sollicité Fernand Lopez pour l'accompagner dans ce qui deviendrait le plus gros club parisien de MMA et l'un des premier club de Crossfit en France et dans la capitale  En 2016, ce club a été rebaptisé MMA Factory, et s'est rapidement développé pour compter plus de 600 étudiants et 18 membres du personnel en 2018.
Le MMA Factory a été sponsorisé par Reebok France.
Le combattant le plus connu du MMA Factory est Francis Ngannou qui deviendra champion UFC Heavyweight en 2021. Quand Ngannou avait 26 ans, il a quitté le Cameroun pour la France afin de poursuivre son rêve de devenir boxeur professionnel,. Francis Carmont a rencontré Ngannou puis lui a présenté Lopez qui l'a introduit au MMA Factory.
Lopez a vu le potentiel de Ngannou et l'a convaincu d'essayer les Arts martiaux mixtes même si Ngannou voulait à l'origine faire de la boxe.
Lopez a donné à Ngannou du matériel de MMA et lui a permis de s'entraîner et de dormir au gymnase gratuitement afin de se concentrer sur sa carrière de MMA,,,.
Cependant, la relation entre Lopez et Ngannou s'est détériorée ces dernières années, Lopez citant que Ngannou avait des problèmes d'ego et avait refusé de payer les frais d'adhésion au gymnase après avoir réussi,,.
En conséquence, Ngannou a déménagé aux États-Unis pour s'entraîner chez Xtreme Couture,.
Le MMA Factory a également entrainé Ciryl Gane qui a été le champion intérimaire UFC des poids lourds après avoir battu Derrick Lewis le 7 août 2021, à l'UFC 265.
Gane a affronté Francis Ngannou pour le la ceinture à l'UFC (poids loudrs) le 22 janvier 2022, à l'UFC 270. Il a perdu le combat par décision unanime.

## Autres athlètes connus

### Combattants en MMA

#### UFC
- Francis Ngannou (ancien champion poids lourd de l'UFC ) [16]
- Ciryl Gane (ancien champion intérimaire des poids lourds de l'UFC) [17]
- Ion Cuțelaba [18]
- Véronique Macedo [19]
- Taylor Lapilus [20]
- Nassourdine Imavov [21]
- Alain Baudot [22]
- William Gomis

#### Autres
- Jérôme Le Banner [23]
- Christian M'Pumbu [24]
- Rizlen Zouak [25]
- Baïssangour Chamsoudinov
- Cédric Doumbé [26]
- Jordan Zébo